# Margie/Mister Sandman
Margie/Mister Sandman è un singolo di Fred Buscaglione e i suoi Asternovas, pubblicato nel 1956 e inserito nel secondo album Fred Buscaglione e i suoi Asternovas.

## Tracce
Lato A
1. Margie (testo: Davis - musica: Conrad, Davis)

Lato B
1. Mister Sandman (testo: Pinchi - musica: Ballard, Spiker)

## Formazione
- Fred Buscaglione - voce
- Asternovas - orchestra

### Altri musicisti
- Fatima Robin's - voce in Mister Sandman